# 23259 Miwadagakuen
23259 Miwadagakuen (tên chỉ định: 2000 YX29) là một tiểu hành tinh vành đai chính. Nó được khám phá thông qua BATTeRS survey ở Bisei Spaceguard Center ở Bisei, Okayama Prefecture, Nhật Bản, ngày 29 tháng 12 năm 2000. Nó được đặt theo tên Miwada Gakuen, a Japanese girls' school where Hiệp hội bảo vệ không gian Nhật Bản first met ngày 20 tháng 10 năm 1996.